# Yamaha Fazer

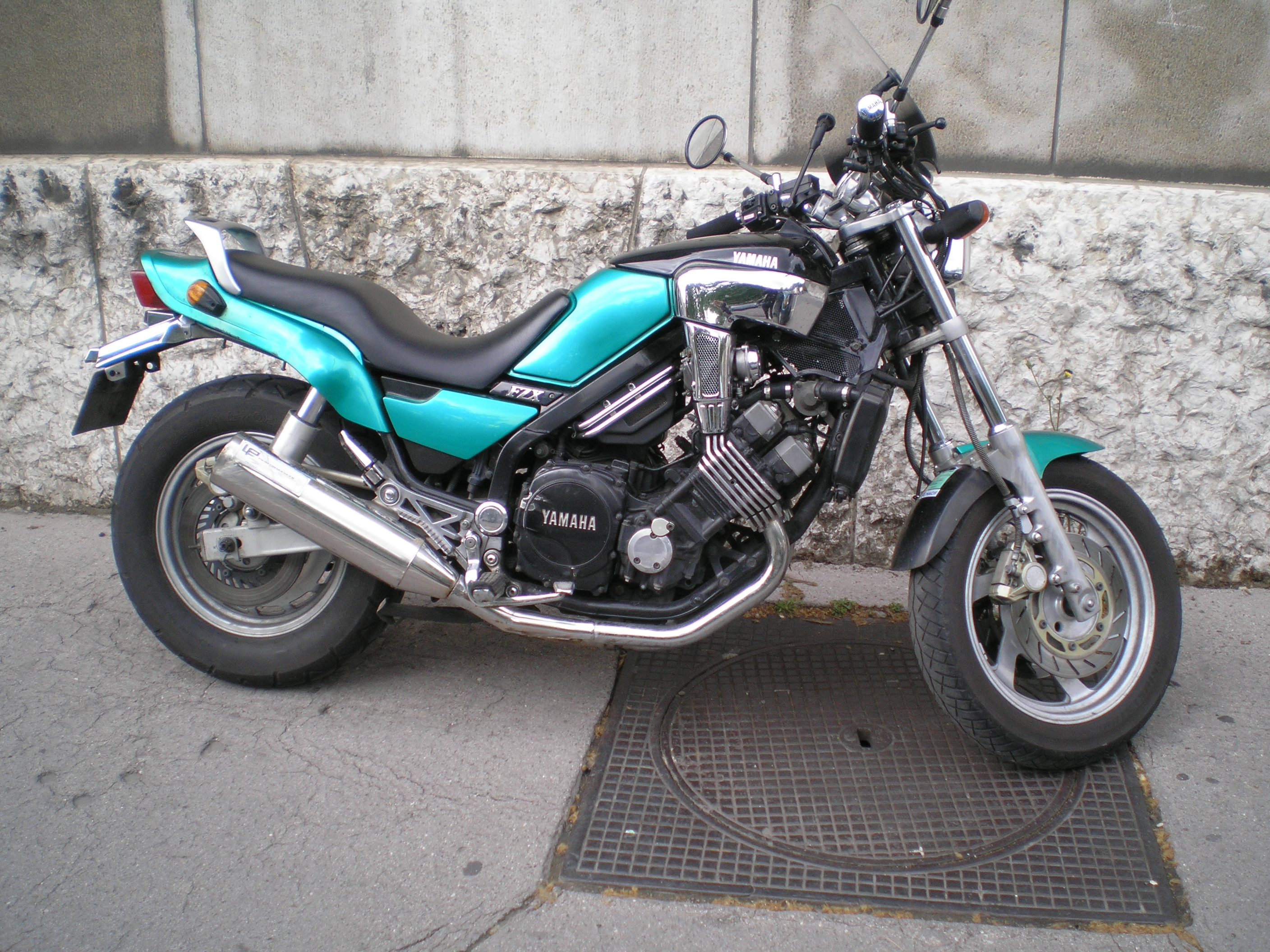
FZX 750 Fazer

Con il nome Fazer la casa nipponica Yamaha Motor ha contraddistinto una serie di motociclette di vario tipo e destinazione d'uso, il cui primo modello è stato il FZX 750 Fazer presentato nel 1986 ma di cui la prima serie di maggior successo è stata iniziata dal modello FZS 600 Fazer S2 nel 2006.
La Fazer viene considerata generalmente una naked (letteralmente "nuda"), priva cioè di carenatura, ma in realtà, grazie all'ottimo cupolino, è molto più adatta all'uso ad ampio raggio rispetto ad una classica naked.

## FZS 600 e 1000

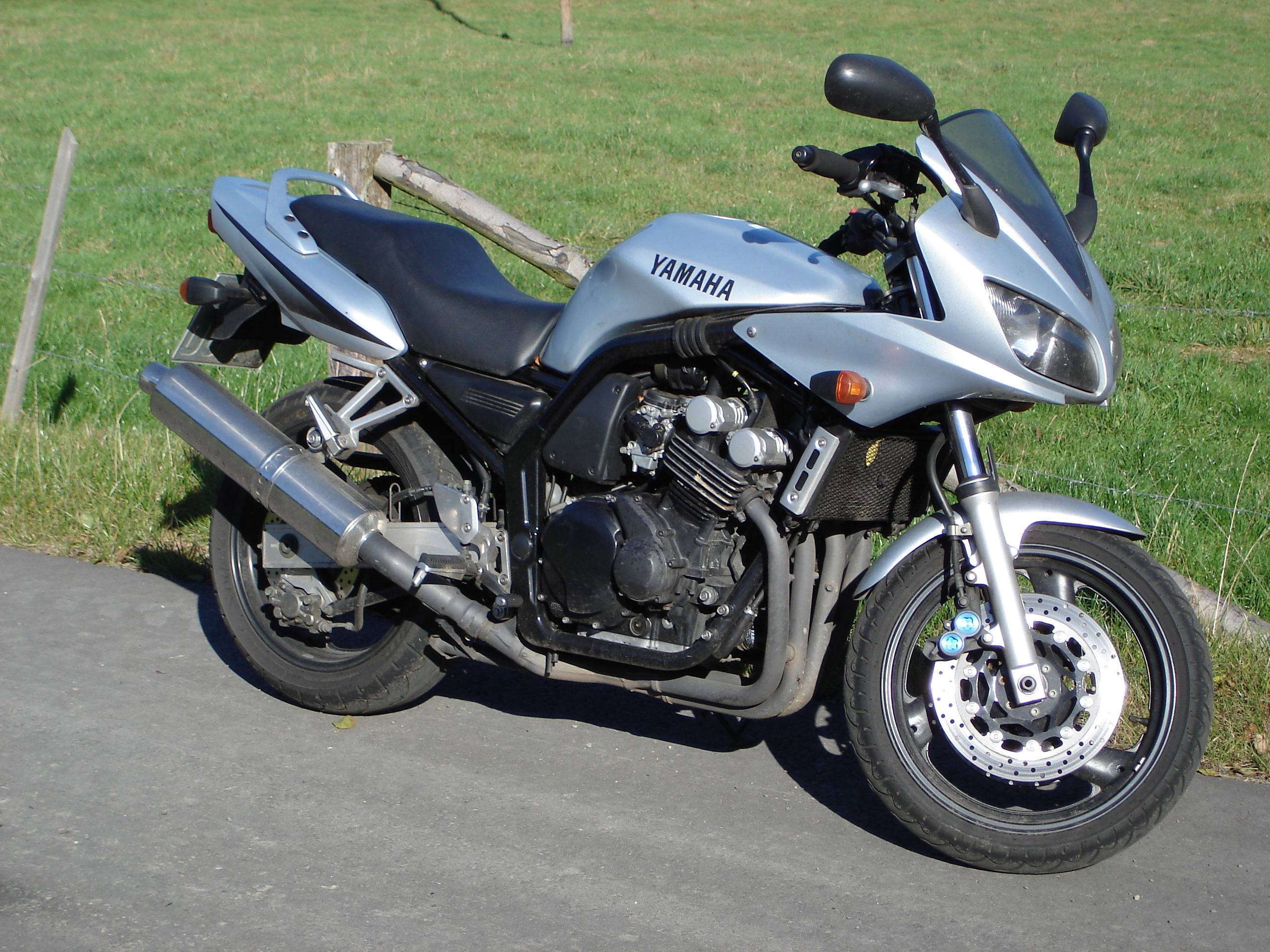
FZS 600 Fazer

Nel 1998 con la nuova serie FZS, in particolar modo la 600, come tutta la serie Fazer che l'ha seguita è caratterizzata da motori 4 tempi e 4 cilindri, lo stesso montato sulla Yamaha YZF600R Thundercat, leggermente rivisto e modificato per aumentare la potenza ai medi regimi. Era dotata inoltre di 16 valvole, carburatori, 95 CV a 11500 rpm. 
La 600 è stata seguita dalla FZS 1000 cm³ (4 cilindri, 20 valvole, carburatori, 143 CV a 10.000 giri) nel 2001.

## Yamaha FZ1/FZ6
Nel 2004 la Yamaha decide di effettuare un restyling della Fazer e lancia sul mercato l'FZ6 in due modelli, la FZ6 (una naked pura detta anche FZ6N) e la FZ6 Fazer (modello semicarenato denominata FZ6S) utilizzando un propulsore derivato dal modello R6 ma "addolcito" nell'erogazione per un uso stradale/urbano.
Nel 2006 visto il successo della nuova 600 la casa nipponica decide di rinnovare anche il 1000 cm³ con la FZ1 anche questa nelle due versioni, naked e semicarenata. Anche per quest'ultimo modello la casa madre ha utilizzato un motore derivato dalla "sorella maggiore" R1 sempre "riveduto e corretto" .

## Yamaha FZ6 S2
Nel 2007 escono i modelli FZ6/FZ6 Fazer "S2" (Serie2) con l'intenzione di apportare sostanziali migliorie tecnico-estetiche alla prima versione dell'FZ6.
Vengono modificati forcellone posteriore (in alluminio completamente ridisegnato a sezione esagonale, per un risparmio di peso del 20% rispetto al precedente), telaietto posteriore e pedane conducente/passeggero(rivestite in gomma), sella, pinze freno (monoblocco), parafango anteriore, nuova strumentazione e, nella versione Fazer, l'intero cupolino (ora più "snello"); infine è stata rimappata la centralina per ottenere un miglioramento dell'erogazione ai regimi medio-bassi.

## Yamaha FZ8
Nel 2010 vengono presentati due nuove motociclette della serie FZ, caratterizzate da motore con cilindrata da 779 cm³ e quindi intermedia tra i due tagli già esistenti. I nuovi modelli si chiamano FZ8 e FAZER 8 e sono rispettivamente la versione naked e con cupolino.

## Caratteristiche tecniche
| Caratteristiche tecniche - Yamaha FZ6 S2 | Caratteristiche tecniche - Yamaha FZ6 S2                                                                | Caratteristiche tecniche - Yamaha FZ6 S2                                                                | Caratteristiche tecniche - Yamaha FZ6 S2                                                                | Caratteristiche tecniche - Yamaha FZ6 S2                                                                | Caratteristiche tecniche - Yamaha FZ6 S2                                                                |
| Dimensioni e pesi                        | Dimensioni e pesi                                                                                       | Dimensioni e pesi                                                                                       | Dimensioni e pesi                                                                                       | Dimensioni e pesi                                                                                       | Dimensioni e pesi                                                                                       |
| ---------------------------------------- | --- | --- | --- | --- | --- |
| Ingombri (lungh.×largh.×alt.)            | 2095 × 755 × 1085 mm                                                                                    | 2095 × 755 × 1085 mm                                                                                    | 2095 × 755 × 1085 mm                                                                                    | 2095 × 755 × 1085 mm                                                                                    | 2095 × 755 × 1085 mm                                                                                    |
| Altezze                                  | Sella: 795 mm - Minima da terra: 145 mm                                                                 | Sella: 795 mm - Minima da terra: 145 mm                                                                 | Sella: 795 mm - Minima da terra: 145 mm                                                                 | Sella: 795 mm - Minima da terra: 145 mm                                                                 | Sella: 795 mm - Minima da terra: 145 mm                                                                 |
| Interasse: 1440 mm                       | Interasse: 1440 mm                                                                                      | Massa a vuoto: 201 kg                                                                                   | Massa a vuoto: 201 kg                                                                                   | Serbatoio: 19.5 l                                                                                       | Serbatoio: 19.5 l                                                                                       |
| Meccanica                                | | | | | |
| Tipo motore: Quadricilindrico a 4 tempi  | Tipo motore: Quadricilindrico a 4 tempi                                                                 | Tipo motore: Quadricilindrico a 4 tempi                                                                 | Tipo motore: Quadricilindrico a 4 tempi                                                                 | Raffreddamento: a liquido                                                                               | Raffreddamento: a liquido                                                                               |
| Cilindrata                               | 600 cm³ (Alesaggio 65,5 × Corsa 44,5 mm)                                                                | 600 cm³ (Alesaggio 65,5 × Corsa 44,5 mm)                                                                | 600 cm³ (Alesaggio 65,5 × Corsa 44,5 mm)                                                                | 600 cm³ (Alesaggio 65,5 × Corsa 44,5 mm)                                                                | 600 cm³ (Alesaggio 65,5 × Corsa 44,5 mm)                                                                |
| Distribuzione: DOHC 16 valvole           | Distribuzione: DOHC 16 valvole                                                                          | Distribuzione: DOHC 16 valvole                                                                          | Alimentazione: Iniezione elettronica                                                                    | Alimentazione: Iniezione elettronica                                                                    | Alimentazione: Iniezione elettronica                                                                    |
| Potenza: 98 CV                           | Potenza: 98 CV                                                                                          | Coppia:                                                                                                 | Coppia:                                                                                                 | Rapporto di compressione:                                                                               | Rapporto di compressione:                                                                               |
| Frizione: multidisco in bagno d'olio     | Frizione: multidisco in bagno d'olio                                                                    | Frizione: multidisco in bagno d'olio                                                                    | Cambio: sequenziale a 6 marce (sempre in presa)                                                         | Cambio: sequenziale a 6 marce (sempre in presa)                                                         | Cambio: sequenziale a 6 marce (sempre in presa)                                                         |
| Accensione                               | elettronica TCI                                                                                         | elettronica TCI                                                                                         | elettronica TCI                                                                                         | elettronica TCI                                                                                         | elettronica TCI                                                                                         |
| Trasmissione                             | a catena                                                                                                | a catena                                                                                                | a catena                                                                                                | a catena                                                                                                | a catena                                                                                                |
| Avviamento                               | elettrico                                                                                               | elettrico                                                                                               | elettrico                                                                                               | elettrico                                                                                               | elettrico                                                                                               |
| Ciclistica                               | | | | | |
| Telaio                                   | alluminio pressofuso                                                                                    | alluminio pressofuso                                                                                    | alluminio pressofuso                                                                                    | alluminio pressofuso                                                                                    | alluminio pressofuso                                                                                    |
| Sospensioni                              | Anteriore: Forcella telescopica da 43 mm / Posteriore: Monoammortizzatore con regolazione del precarico | Anteriore: Forcella telescopica da 43 mm / Posteriore: Monoammortizzatore con regolazione del precarico | Anteriore: Forcella telescopica da 43 mm / Posteriore: Monoammortizzatore con regolazione del precarico | Anteriore: Forcella telescopica da 43 mm / Posteriore: Monoammortizzatore con regolazione del precarico | Anteriore: Forcella telescopica da 43 mm / Posteriore: Monoammortizzatore con regolazione del precarico |
| Freni                                    | Anteriore: doppio disco da 298 mm con pinze monoblocco / Posteriore: singolo disco da 245 mm            | Anteriore: doppio disco da 298 mm con pinze monoblocco / Posteriore: singolo disco da 245 mm            | Anteriore: doppio disco da 298 mm con pinze monoblocco / Posteriore: singolo disco da 245 mm            | Anteriore: doppio disco da 298 mm con pinze monoblocco / Posteriore: singolo disco da 245 mm            | Anteriore: doppio disco da 298 mm con pinze monoblocco / Posteriore: singolo disco da 245 mm            |
| Pneumatici                               | anteriore da 120/70 ZR 17; posteriore da 180/55 ZR 17                                                   | anteriore da 120/70 ZR 17; posteriore da 180/55 ZR 17                                                   | anteriore da 120/70 ZR 17; posteriore da 180/55 ZR 17                                                   | anteriore da 120/70 ZR 17; posteriore da 180/55 ZR 17                                                   | anteriore da 120/70 ZR 17; posteriore da 180/55 ZR 17                                                   |
| Fonte dei dati:                          | | | | | |

| Caratteristiche tecniche - Yamaha FZ8   | Caratteristiche tecniche - Yamaha FZ8 | Caratteristiche tecniche - Yamaha FZ8 | Caratteristiche tecniche - Yamaha FZ8 | Caratteristiche tecniche - Yamaha FZ8 | Caratteristiche tecniche - Yamaha FZ8 |
| Dimensioni e pesi                       | Dimensioni e pesi | Dimensioni e pesi | Dimensioni e pesi | Dimensioni e pesi | Dimensioni e pesi |
| --------------------------------------- | --- | --- | --- | --- | --- |
| Ingombri (lungh.×largh.×alt.)           | 2140 × 770 × 1065 mm | 2140 × 770 × 1065 mm | 2140 × 770 × 1065 mm | 2140 × 770 × 1065 mm | 2140 × 770 × 1065 mm |
| Altezze                                 | Sella: 815 mm - Minima da terra: 140 mm | Sella: 815 mm - Minima da terra: 140 mm | Sella: 815 mm - Minima da terra: 140 mm | Sella: 815 mm - Minima da terra: 140 mm | Sella: 815 mm - Minima da terra: 140 mm |
| Interasse: 1460 mm                      | Interasse: 1460 mm | Massa a vuoto: 211 kg | Massa a vuoto: 211 kg | Serbatoio: 17 l | Serbatoio: 17 l |
| Meccanica                               | | | | | |
| Tipo motore: Quadricilindrico a 4 tempi | Tipo motore: Quadricilindrico a 4 tempi | Tipo motore: Quadricilindrico a 4 tempi | Tipo motore: Quadricilindrico a 4 tempi | Raffreddamento: a liquido | Raffreddamento: a liquido |
| Cilindrata                              | 779 cm³ (Alesaggio 68 × Corsa 53.6 mm) | 779 cm³ (Alesaggio 68 × Corsa 53.6 mm) | 779 cm³ (Alesaggio 68 × Corsa 53.6 mm) | 779 cm³ (Alesaggio 68 × Corsa 53.6 mm) | 779 cm³ (Alesaggio 68 × Corsa 53.6 mm) |
| Distribuzione: DOHC 16 valvole          | Distribuzione: DOHC 16 valvole | Distribuzione: DOHC 16 valvole | Alimentazione: Iniezione elettronica | Alimentazione: Iniezione elettronica | Alimentazione: Iniezione elettronica |
| Potenza: 106 CV                         | Potenza: 106 CV | Coppia: | Coppia: | Rapporto di compressione: | Rapporto di compressione: |
| Frizione: multidisco in bagno d'olio    | Frizione: multidisco in bagno d'olio | Frizione: multidisco in bagno d'olio | Cambio: sequenziale a 6 marce (sempre in presa) | Cambio: sequenziale a 6 marce (sempre in presa) | Cambio: sequenziale a 6 marce (sempre in presa) |
| Accensione                              | elettronica TCI | elettronica TCI | elettronica TCI | elettronica TCI | elettronica TCI |
| Trasmissione                            | a catena | a catena | a catena | a catena | a catena |
| Avviamento                              | elettrico | elettrico | elettrico | elettrico | elettrico |
| Ciclistica                              | | | | | |
| Telaio                                  | alluminio pressofuso | alluminio pressofuso | alluminio pressofuso | alluminio pressofuso | alluminio pressofuso |
| Sospensioni                             | Anteriore: Forcella telescopica da 43 mm a stelo rovesciato / Posteriore: monoammortizzatore con regolazione del precarico e leveraggi progressivi | Anteriore: Forcella telescopica da 43 mm a stelo rovesciato / Posteriore: monoammortizzatore con regolazione del precarico e leveraggi progressivi | Anteriore: Forcella telescopica da 43 mm a stelo rovesciato / Posteriore: monoammortizzatore con regolazione del precarico e leveraggi progressivi | Anteriore: Forcella telescopica da 43 mm a stelo rovesciato / Posteriore: monoammortizzatore con regolazione del precarico e leveraggi progressivi | Anteriore: Forcella telescopica da 43 mm a stelo rovesciato / Posteriore: monoammortizzatore con regolazione del precarico e leveraggi progressivi |
| Freni                                   | Anteriore: doppio disco da 310mm con pinze monoblocco / Posteriore: singolo disco da 267mm                                                         | Anteriore: doppio disco da 310mm con pinze monoblocco / Posteriore: singolo disco da 267mm                                                         | Anteriore: doppio disco da 310mm con pinze monoblocco / Posteriore: singolo disco da 267mm                                                         | Anteriore: doppio disco da 310mm con pinze monoblocco / Posteriore: singolo disco da 267mm                                                         | Anteriore: doppio disco da 310mm con pinze monoblocco / Posteriore: singolo disco da 267mm                                                         |
| Pneumatici                              | anteriore da 120/70 ZR 17; posteriore da 180/55 ZR 17                                                                                              | anteriore da 120/70 ZR 17; posteriore da 180/55 ZR 17                                                                                              | anteriore da 120/70 ZR 17; posteriore da 180/55 ZR 17                                                                                              | anteriore da 120/70 ZR 17; posteriore da 180/55 ZR 17                                                                                              | anteriore da 120/70 ZR 17; posteriore da 180/55 ZR 17                                                                                              |
| Fonte dei dati:                         | | | | | |

| Caratteristiche tecniche - Yamaha FZ1   | Caratteristiche tecniche - Yamaha FZ1                                                                     | Caratteristiche tecniche - Yamaha FZ1                                                                     | Caratteristiche tecniche - Yamaha FZ1                                                                     | Caratteristiche tecniche - Yamaha FZ1                                                                     | Caratteristiche tecniche - Yamaha FZ1                                                                     |
| Dimensioni e pesi                       | Dimensioni e pesi                                                                                         | Dimensioni e pesi                                                                                         | Dimensioni e pesi                                                                                         | Dimensioni e pesi                                                                                         | Dimensioni e pesi                                                                                         |
| --------------------------------------- | --- | --- | --- | --- | --- |
| Ingombri (lungh.×largh.×alt.)           | 2140 × 770 × 1205 mm                                                                                      | 2140 × 770 × 1205 mm                                                                                      | 2140 × 770 × 1205 mm                                                                                      | 2140 × 770 × 1205 mm                                                                                      | 2140 × 770 × 1205 mm                                                                                      |
| Altezze                                 | Sella: 815 mm - Minima da terra: 135 mm                                                                   | Sella: 815 mm - Minima da terra: 135 mm                                                                   | Sella: 815 mm - Minima da terra: 135 mm                                                                   | Sella: 815 mm - Minima da terra: 135 mm                                                                   | Sella: 815 mm - Minima da terra: 135 mm                                                                   |
| Interasse: 1460 mm                      | Interasse: 1460 mm                                                                                        | Massa a vuoto: 204 kg                                                                                     | Massa a vuoto: 204 kg                                                                                     | Serbatoio: 18 l                                                                                           | Serbatoio: 18 l                                                                                           |
| Meccanica                               | | | | | |
| Tipo motore: Quadricilindrico a 4 tempi | Tipo motore: Quadricilindrico a 4 tempi                                                                   | Tipo motore: Quadricilindrico a 4 tempi                                                                   | Tipo motore: Quadricilindrico a 4 tempi                                                                   | Raffreddamento: a liquido                                                                                 | Raffreddamento: a liquido                                                                                 |
| Cilindrata                              | 998 cm³ (Alesaggio 77,0 × Corsa 53,6 mm)                                                                  | 998 cm³ (Alesaggio 77,0 × Corsa 53,6 mm)                                                                  | 998 cm³ (Alesaggio 77,0 × Corsa 53,6 mm)                                                                  | 998 cm³ (Alesaggio 77,0 × Corsa 53,6 mm)                                                                  | 998 cm³ (Alesaggio 77,0 × Corsa 53,6 mm)                                                                  |
| Distribuzione: DOHC 20 valvole          | Distribuzione: DOHC 20 valvole                                                                            | Distribuzione: DOHC 20 valvole                                                                            | Alimentazione: Iniezione elettronica                                                                      | Alimentazione: Iniezione elettronica                                                                      | Alimentazione: Iniezione elettronica                                                                      |
| Potenza: 150 CV                         | Potenza: 150 CV                                                                                           | Coppia:                                                                                                   | Coppia:                                                                                                   | Rapporto di compressione:                                                                                 | Rapporto di compressione:                                                                                 |
| Frizione: multidisco in bagno d'olio    | Frizione: multidisco in bagno d'olio                                                                      | Frizione: multidisco in bagno d'olio                                                                      | Cambio: sequenziale a 6 marce (sempre in presa)                                                           | Cambio: sequenziale a 6 marce (sempre in presa)                                                           | Cambio: sequenziale a 6 marce (sempre in presa)                                                           |
| Accensione                              | elettronica CDI                                                                                           | elettronica CDI                                                                                           | elettronica CDI                                                                                           | elettronica CDI                                                                                           | elettronica CDI                                                                                           |
| Trasmissione                            | a catena                                                                                                  | a catena                                                                                                  | a catena                                                                                                  | a catena                                                                                                  | a catena                                                                                                  |
| Avviamento                              | elettrico                                                                                                 | elettrico                                                                                                 | elettrico                                                                                                 | elettrico                                                                                                 | elettrico                                                                                                 |
| Ciclistica                              | | | | | |
| Telaio                                  | a diamante, in alluminio pressofuso                                                                       | a diamante, in alluminio pressofuso                                                                       | a diamante, in alluminio pressofuso                                                                       | a diamante, in alluminio pressofuso                                                                       | a diamante, in alluminio pressofuso                                                                       |
| Sospensioni                             | Anteriore: forcella a steli rovesciati USD / Posteriore: monoammortizzatore con regolazione del precarico | Anteriore: forcella a steli rovesciati USD / Posteriore: monoammortizzatore con regolazione del precarico | Anteriore: forcella a steli rovesciati USD / Posteriore: monoammortizzatore con regolazione del precarico | Anteriore: forcella a steli rovesciati USD / Posteriore: monoammortizzatore con regolazione del precarico | Anteriore: forcella a steli rovesciati USD / Posteriore: monoammortizzatore con regolazione del precarico |
| Freni                                   | Anteriore: doppio disco da 320 mm / Posteriore: singolo disco da 245 mm                                   | Anteriore: doppio disco da 320 mm / Posteriore: singolo disco da 245 mm                                   | Anteriore: doppio disco da 320 mm / Posteriore: singolo disco da 245 mm                                   | Anteriore: doppio disco da 320 mm / Posteriore: singolo disco da 245 mm                                   | Anteriore: doppio disco da 320 mm / Posteriore: singolo disco da 245 mm                                   |
| Pneumatici                              | anteriore da 120/70 ZR 17; posteriore da 190/50 ZR 17                                                     | anteriore da 120/70 ZR 17; posteriore da 190/50 ZR 17                                                     | anteriore da 120/70 ZR 17; posteriore da 190/50 ZR 17                                                     | anteriore da 120/70 ZR 17; posteriore da 190/50 ZR 17                                                     | anteriore da 120/70 ZR 17; posteriore da 190/50 ZR 17                                                     |
| Fonte dei dati:                         | | | | | |